# Pelochrista idotatana
Pelochrista idotatana es una especie de polilla perteneciente al género Pelochrista, categorizada en la tribu Eucosmini, de la subfamilia Olethreutinae.

## Distribución
Se distribuye por Tian Shan, Asia.

## Taxonomía
Fue descrita por Kennel en 1901 y publicada por primera vez en Dt. ent. Z. Iris (1900) 13: 277.